# Wicking bed
 (juillet 2021).
 (septembre 2021).
Le « wicking bed » (ou culture sur lit à mèche) désigne divers modes de culture de plantes, intégrant un système d'irrigation visant notamment à économiser l'eau (sub-irrigation). Ils reconstituent à très petite échelle (dans une jardinière éventuellement) le principe de l'aquifère, de sa zone insaturée et de sa zone de circulation capillaire verticale de l'eau. Ils sont notamment testés ou utilisés dans les pays ou régions arides, là où l'eau est rare.

## Historique
Le wicking bed a été conceptualisé par l'inventeur australien Colin Austin [Quand ?].
Le nom de Wicking bed (littéralement : lit à mèche) vient du textile ou de la mèche placé entre le sol dans lequel la plante pousse, et un réservoir d'eau situé par exemple dans la partie basse d'un conteneur de culture. Cette mèche textile joue un rôle évoquant pour partie celui d'une mèche de lampe à huile.
La mèche textile apporte l'eau directement dans la zone racinaire, là et quand les plantes en ont besoin, ce qui réduit leur stress hydrique tout en diminuant le gaspillage d'eau sous forme d'évapotranspiration et en limitant la fréquence d'arrosage.

## Utilisations
Le wicking bed peut être utilisé tant en pleine terre dans les champs, dans les jardins de zone aride, sous serre, ou en agriculture urbaine dont en jardin vertical et/ou hydrologique ou dans des conteneurs de culture hors-sol (jardinières de balcons y compris).
Le principe peut être décliné pour la gestion d'espaces verts urbains, alors rendus moins gourmands en eau, tout en contribuant à mieux gérer et valoriser les eaux pluviales et de ruissellement (par exemple à partir d'un bassin d'orage routier ou d'autres systèmes de récupération d'eau de ruissellement, en veillant alors à dépolluer ces eaux si, et tant que, nécessaire).

## Objectif
Ce système vise à simplifier et augmenter la production alimentaire tout en divisant par au moins deux la quantité d'eau utilisée (par rapport à l'irrigation traditionnelle en contexte équivalent).

## Principes et méthode
Le principe permet un remplissage manuel ou automatique de la réserve d'eau, réserve qui peut aussi bénéficier d'une recharge par les pluies. Il peut être décliné de façon variée. Il associe dans tous les cas une réserve en eau souterraine, éventuellement emplie de matière organique en décomposition, et un contrôle du processus d'évaporation (paillage).
Dans la plupart des cas, il s'agit d'un système d'irrigation rudimentaire,  mais il peut néanmoins être équipé d'une capacité de remplissage automatisé via un réservoir d'eau de pluie et une vanne à flotteur.
Divers produits basés sur le principe du « lit à effet de mèche » sont maintenant commercialisés, dont les « cellules » à effet de mèche en plastique recyclé qui réduisent la consommation d'eau jusqu'à 80 % par rapport à une irrigation en surface.

## Compléments ou alternatives
D'autres systèmes de subirrigation sont le goutte à goutte, les oyas, l'irrigation par tuyaux sous-irrigués (ex. : par tuyaux d'argile poreux enterrés) ou par piquets creux d'arrosage.